# Żywiec Sörgyár
A Żywiec Sörgyárat 1852-ben alapította a Habsburg-család az akkor az Osztrák–Magyar Monarchiához tartozó, galíciai Żywiecben, mely ma Lengyelország Sziléziai vajdaságában található. A sörgyár tulajdonjogát 1994-ben a holland Heineken sörfőző vállalat szerezte meg.

## Történelme

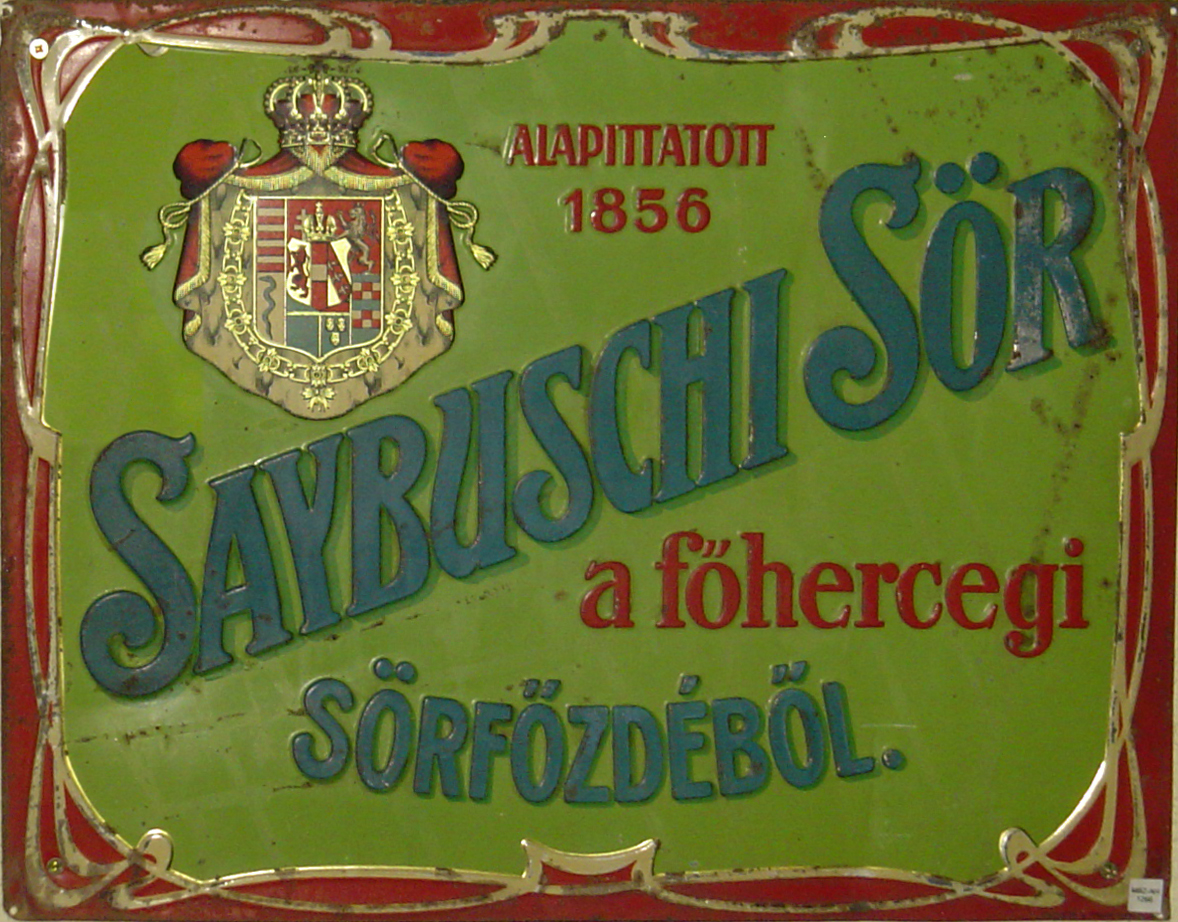
Magyar nyelvű reklámtábla a főhercegi sörfőzdéről

Az ismert sörgyárat 1852-ben Żywiecben alapították és Bielsko-Białától 21 km-re délre a Beszkidekben. A termelés 1856-tól kezdődött és tart napjainkig. Építtetői és első tulajdonosai Habsburg–Tescheni Károly Albert főherceg és öccse Habsburg–Tescheni Károly Ferdinánd főherceg voltak.
A żywieci Habsburg-uradalomban a szakszerű gazdálkodás eredményeképpen különösen a sörfőzés lett világhírű. Az exportra történt termelés révén a saybuschi sör mai nevén Żywiec piwo világmárkává lett. A gyártás a történelmi átalakulások ellenére is egészen a II. világháborút követő államosításig a Habsburg-család kezén maradhatott. A Lengyel kormány privatizáció keretében 1994-ben 77 millió amerikai dollár áron értékesítette a holland „Heineken Brouwerijen” sörkonszernnek. Az értékesítés keretében a Habsburg név és címer használatát is megszerezték a hollandok, melynek jogát 2005-ben a bírósági úton érvénytelenné nyilvánították.
A magyarok körében is ismert sörgyár területén a sörgyártás történetét bemutató múzeumot (Muzeum Browaru Żywiec) üzemeltetnek, mely bemutatja a kezdetektől a gyárban folyó sörgyártás történetét.

## Termékek

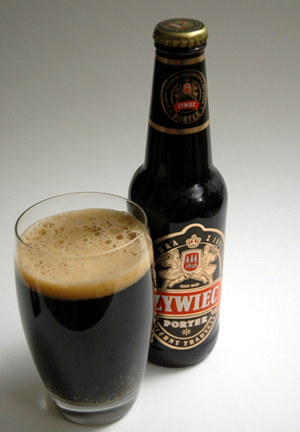
Żywiec Porter

A magyar fogyasztóknak közkedvelt nevén táncos sörként ismert sörök 4-6%-os alkoholtartalommal készülnek és legismertebb márkáik az alábbiak:
- Żywiec Full
- Żywiec Porter
- Żywiec Full Light

## Lásd még
- Sör

## Fordítás
- Ez a szócikk részben vagy egészben  a(z)   Żywiec Brewery című angol Wikipédia-szócikk fordításán alapul.  Az eredeti cikk szerkesztőit annak laptörténete sorolja fel. Ez a jelzés csupán a megfogalmazás eredetét és a szerzői jogokat jelzi, nem szolgál a cikkben szereplő információk forrásmegjelöléseként.

## Külső hivatkozások
- Żywiec Sörgyár honlapja
- A Sörgyári Múzeum honlapja